# ウォッチング (テレビ番組)
『ウォッチング』（英語: WATCHING）は、NHK総合テレビにて1985年4月3日から1989年3月14日まで放送された、動物や生物を中心にした情報・教養・ドキュメンタリー番組である。モノラル放送、文字多重放送を実施した。

## 概要
司会進行役のお笑いタレント・タモリが、毎回専門家をゲストとして招き、動物・生物などのテーマをトークやVTRを交えながら紹介する番組であった。
あらゆる動物の鳴き声が挿入されたオープニングテーマ曲が流れ、女声コーラス（晩期ではタモリ本人）が「ウォッチング!」と番組タイトルコールをした後、メイン司会のタモリが「ウォッチングでございまして…」と言いながら番組がスタートする。エンディングでは「おたよりウォッチング」というミニコーナーがあり、毎回視聴者から送られたビデオレターが紹介された。
メイン司会のタモリにとっては、1983年度の『第34回NHK紅白歌合戦』の総合司会以来となるNHKの番組への出演あった。児童文化に貢献があったとして厚生大臣賞、自然保護に貢献があったとして農林水産大臣賞を受賞するなど高い評価を受けて4年間続いた。本番組の終了後は、NHKにおけるタモリ司会のレギュラー番組はしばらく途切れることとなる（単発番組はこの間も何度か出演した）。2009年10月開始の紀行バラエティ番組『ブラタモリ』（毎週木曜日22時台）は、レギュラー番組としては20年ぶりの出演である。1990年代にはCSの「Let'S TRY（ライフデザインチャンネル）」で再放送されていた。

## 放送期間・時間
| 放送期間  | 放送期間  | 放送日 | 放送時間      | 放送分 |
| --------- | --------- | ------ | ------------- | ------ |
| 1985.4.3  | 1985.10.2 | 水曜日 | 18:00 - 18:29 | 29分   |
| 1985.10.8 | 1989.3.14 | 火曜日 | 19:30 - 19:58 | 28分   |

## 放送リスト

### 1985年
| 放送日   | サブタイトル                                                  | 専門家                       |
| -------- | ------------------------------------------------------------- | ---------------------------- |
| 4月3日   | ラッコの肝っ玉かあさん                                        | 岩合光昭                     |
| 4月10日  | 男はつらい！ゴリラ編                                          | 山極寿一                     |
| 4月17日  | アリと闘うアシナガバチ                                        | 山根爽一                     |
| 4月24日  | ネムリザメは眠る？                                            | 大竹二雄                     |
| 5月1日   | 青い顔のサル金絲猴                                            | 小寺重孝                     |
| 5月8日   | タモリの野鳥図鑑 ―うた声編―                                   | 市田則孝                     |
| 5月15日  | タモリの野鳥図鑑 ―しぐさ編―                                   | 市田則孝                     |
| 5月22日  | タモリの野鳥図鑑 ―住みか編―                                   | 市田則孝                     |
| 5月29日  | エナガのかわいい夫婦                                          | 弦間一郎                     |
| 6月5日   | イルカは海のスーパーマン（1） ―知能編―                        | 宮崎信之                     |
| 6月12日  | イルカは海のスーパーマン（2） ―体力編―                        | 鳥羽山照夫                   |
| 6月19日  | 勝手なカラスにご用心                                          | 柿沢亮三                     |
| 6月26日  | 熱中・石で遊ぶニホンザル                                      | 河合雅雄、マイケル・ハフマン |
| 7月3日   | コアジサシの団地拝見                                          | 柴田敏隆                     |
| 7月10日  | フグふくれるとき                                              | 多部田修                     |
| 7月17日  | アオサギのわんぱくたち                                        | 樋口行雄                     |
| 7月24日  | クモの捕物帳                                                  | 加藤輝代子                   |
| 7月31日  | 街に出てきた鷹チョウゲンボウ                                  | 平野伸明                     |
| 9月4日   | 水中のドラキュラ・タガメ                                      | 佐藤正孝                     |
| 9月11日  | 海の怪魚エイ                                                  | 高松史朗                     |
| 9月18日  | 渡り前夜のツバメのお宿                                        | 須川恒                       |
| 9月25日  | 渓流のエンターテイナー ―サンショウウオ―                       | 篠崎尚史                     |
| 10月2日  | アホウドリ流レッツダンス                                      | 長谷川博                     |
| 10月8日  | こんにちは，チンパンジーの赤ちゃん                            | 吉原耕一郎                   |
| 10月15日 | “ココ”をよろしくチンパンジーの仲間たち                        | 吉原耕一郎                   |
| 10月29日 | 海を渡る小さなジェット機蝶イチモンジセセリ                    | 石井実                       |
| 11月5日  | 猛烈イノシシ野生派60頭                                        | 増井光子                     |
| 11月26日 | 恋のタイトルマッチ・シカは角で勝負する                        | 土肥昭夫                     |
| 12月3日  | 草原の空中建築家 カヤネズミ                                   | 白石哲                       |
| 12月10日 | さぐりドリ？だましドリ？ シギ・チドリのエサとりパフォーマンス | 小笠原昭夫                   |

### 1986年
| 放送日   | サブタイトル                                             | 専門家       |
| -------- | -------------------------------------------------------- | ------------ |
| 1月14日  | 幸福をよぶ鳥・鵜・鷲・鶴                                 | 柴田敏隆     |
| 1月21日  | 小さな体に大きなほっぺ・シマリスの越冬術                 | 竹田津実     |
| 1月28日  | 渓流のジョーズ・オオサンショウウオ                       | 篠崎尚史     |
| 2月4日   | うまいものしか食べません ―われら銀座カラス族―            | 唐沢孝一     |
| 2月18日  | ツルのひと声タンチョウの鳴き声会話術                     | 高橋良治     |
| 2月25日  | 木登り得意なコメディアンレッサーパンダ                   | 小森厚       |
| 3月4日   | ナワバリはおかすべからずウミネコ団地の規則とマナー       | 市田則孝     |
| 3月11日  | タモリの野鳥図鑑 ―住みか編―                              | 朝日稔       |
| 3月18日  | トラなんかこわくない・インドの鹿サンバーの防衛術         | 岩合光昭     |
| 3月25日  | マジックミラーで見たキツツキ舌の秘密                     | 青柳昌宏     |
| 4月8日   | さあ立ちなさい！キリンの赤ちゃん                         | 矢島稔       |
| 4月15日  | ジャンプの王者ムササビ・最長不倒117メートル              | 今泉吉晴     |
| 4月22日  | クジャクのディスコは大にぎわい                           | 柿沢亮三     |
| 5月6日   | タモリの野鳥図鑑ききなし・お国なまりのラブソング         | 市田則孝     |
| 5月13日  | タモリの野鳥図鑑身ぶり手ぶりの求愛作戦                   | 市田則孝     |
| 5月20日  | 友だちになろうよ・サル族のコミュニケーション             | 山極寿一     |
| 6月3日   | にらみ合い・ゆずり合い・野良ネコの渡世術                 | 伊澤雅子     |
| 6月10日  | モズの求愛パフォーマンス                                 | 山岸哲       |
| 6月17日  | ぼくら丸のみ大食漢フクロウの子育て日記                   | 阿部学       |
| 6月24日  | 水辺のハンター・カワセミ天下一品クチバシさばき           | 竹下信雄     |
| 7月15日  | ガマンひとすじ渓流ずまい・生きた化石ムカシトンボ         | 朝比奈正二郎 |
| 7月22日  | 海の忍者タコ                                             | 奥谷喬司     |
| 7月29日  | 沖縄・夜のサンゴ礁・イモガイたちのディナータイム         | 山口正士     |
| 8月19日  | ママの背中はあったかい！タンチョウの子育て               | 高橋良治     |
| 9月2日   | びわ湖のギャング・ブラックバス                           | 秋山廣光     |
| 9月9日   | うのみ丸のみ・鵜の水中えさとりテクニック                 | 小笠原昭夫   |
| 9月16日  | 豪快！くちばしパワー，日本最大のキツツキ・クマゲラ       | 有澤浩       |
| 9月30日  | 母ちゃん頑張れ・クマバチ子育て奮戦記                     | 守本陸也     |
| 10月7日  | 天井裏の保育園・トウヨウヒナコウモリの集団出産           | 向山満       |
| 10月21日 | ダイビングの名手・アカショウビンの水中捕食術             | 嶋田忠       |
| 10月28日 | 競演・水中砂もぐり東京湾の生きものたち                   | 杉浦宏       |
| 11月4日  | 激闘・アメリカザリガニ ハサミさばきで男がきまる          | 須甲鉄也     |
| 11月11日 | みんなでキョロキョロ見張り番・ミーアキャットの仲よし家族 | 小森厚       |
| 11月25日 | 必殺・早技 カマキリの虫とり術                            | 大山義雄     |
| 12月2日  | 怪力モグラのトンネル大邸宅                               | 今泉吉晴     |
| 12月9日  | 時速140キロメートルチーター狩りのテクニック              | 岩合光昭     |

### 1987年
| 放送日   | サブタイトル                                           | 専門家       |
| -------- | ------------------------------------------------------ | ------------ |
| 1月6日   | ノウサギ・今年も一年逃げの一手                         | 小宮輝之     |
| 1月13日  | タヌキおやじのしたたか人生 ―化かしの正体               | 増井光子     |
| 1月20日  | 砂地の海でパフォーマンス・東京湾の生きものたち         | 杉浦宏       |
| 1月27日  | 森のグルメ・リスたちのテーブルマナー                   | 今泉吉晴     |
| 2月3日   | 超過密・都会のカワウの住宅事情                         | 福田道雄     |
| 2月10日  | ほとんど人間・ピグミーチンパンジー                     | 古市剛史     |
| 2月17日  | アザラシ流・水中生活術                                 | 新妻昭夫     |
| 2月24日  | 寝ごこち最高，ハクセキレイ・橋の下の大団地             | 小笠原昭夫   |
| 3月3日   | 飛びの名人・トビのエサとりテクニック                   | 小泉光弘     |
| 3月10日  | タイワンリスの島・わんぱく動物えさ場のかけひき         | 瀬戸口美恵子 |
| 3月17日  | いきいき・ふれあい・どうぶつお便り決定版               | 青柳昌宏     |
| 4月7日   | オランウータンのストレス解消法                         | 鈴木晃       |
| 4月14日  | 電車ごっこが親子のきずな・ジャコウネズミのスパルタ教育 | 辻敬一郎     |
| 4月21日  | お父さんが出産・タツノオトシゴ                         | 高松史朗     |
| 5月5日   | 元気かいチンパンジー村の仲間たち                       | 吉原耕一郎   |
| 5月12日  | 鳥は究極の飛行機                                       | 市田則孝     |
| 5月19日  | 渓流の知恵者・カワガラスの潜水えさとり術               | 林大作       |
| 5月26日  | 夜ごと出没・野生化したアライグマ                       | 増井光子     |
| 6月2日   | キツネの家族・土蔵の下のマイホーム                     | 山本祐治     |
| 6月9日   | 悪戦苦闘，カササギ夫婦の巣作り・子育て                 | 久保浩洋     |
| 6月16日  | アルプスの決闘・ライチョウの嫁とり騒動記               | 北原正宣     |
| 6月23日  | 鳥取砂丘・砂の狩人知恵くらべ                           | 清末忠人     |
| 6月30日  | 沖縄・夜のサンゴ礁・イモガイたちのディナータイム       | 百瀬浩       |
| 7月7日   | クマゲラの巣をねらえ・ゴジュウカラの乗っ取り作戦       | 有澤浩       |
| 7月14日  | 強力・くちばしドリル，ヤマセミ夫婦の激突巣穴づくり     | 石部久       |
| 9月1日   | ワオキツネザル・強い母さん双子の子育て                 | 河合雅雄     |
| 9月8日   | 大繁盛 サンゴ礁の掃除屋 ホンソメワケベラ               | 大方洋二     |
| 9月22日  | 君といつまでもカブトガニの二人三脚夫婦愛               | 惣路紀通     |
| 9月29日  | ロボットカメラは見た・オオタカ・野生のドラマ           | 遠藤孝一     |
| 10月6日  | おんぶ大好き・アカエリカイツブリのほのぼの子育て       | 富士元寿彦   |
| 10月20日 | 吸盤つかって川のぼり・ヨシノボリの大行進               | 秋山廣光     |
| 10月27日 | いざ鎌倉・タヌキ天国探訪記                             | 池田啓       |
| 11月10日 | 水辺の王者・こわいワニのやさしい子育て                 | 高田栄一     |
| 11月17日 | 小さな忍者・ヤマネは森の名ハンター                     | 湊秋作       |
| 11月24日 | カゲロウの生きいそぎ人生                               | 御勢久右衛門 |
| 12月1日  | 逃げたインコ・東京シティライフ                         | 横山隆一     |
| 12月8日  | 池の中の大工さん・ハリヨの嫁とり作戦                   | 森誠一       |
| 12月15日 | 角は口ほどにものを言う，ムフロン・荒野の決闘           | 増井光子     |

### 1988年
| 放送日   | サブタイトル                                                    | 専門家           |
| -------- | --------------------------------------------------------------- | ---------------- |
| 1月12日  | タモリ流 連想・竜の超能力                                       | 青柳昌宏         |
| 1月19日  | さけて通れぬ恋の争い・サケの嫁とり騒動記 ～札幌・豊平川～       | 小宮山英重       |
| 1月26日  | いかしたテクニック・イカは足技で勝負する                        | 桜井泰憲         |
| 2月2日   | 託児所も完備・フラミンゴの育児日記                              | 五十嵐益子       |
| 2月9日   | 冬の野鳥観察，雪の札幌・エサ台のテーブルマナー                  | 市田則孝         |
| 2月16日  | ホヤがゆりかご～珍魚・アナハゼの不思議な産卵                    | 四宮明彦         |
| 3月1日   | 異国からきたびっくりネズミ水辺の大食漢・ヌートリア              | 朝日稔           |
| 3月8日   | 究極ののんびりママ，ナマケモノの省エネ子育て                    | 香川一水         |
| 3月15日  | ほのぼの・ふれあい，動物おたより決定版                          | 池田啓、團伊玖磨 |
| 4月5日   | 長い鼻は使いよう，子ゾウ・ただいま特訓中                        | 川上茂久         |
| 4月12日  | 赤い鼻が強さのシンボル，ジャングルのヒヒ・マンドリル            | 森梅代           |
| 4月19日  | かあさん汗だく，愛情いっぱい・ヒグマの子育て                    | 前田菜穂子       |
| 4月26日  | 春うららの潮だまり・アメフラシののんびりライフ                  | 武田正倫         |
| 5月3日   | タモリの野鳥観察入門～いま干潟の水鳥がおもしろい                | 市田則孝         |
| 5月10日  | タモリの野鳥観察入門・都会の鳥を見てみませんか                  | 市田則孝         |
| 5月17日  | 頼りにしてますお父さん，ニホンザル・オスの役割                  | 岩野泰三         |
| 5月24日  | ヒレ自慢・のど自慢，クジラは大海原のエンターテイナー            | 水口博也         |
| 5月31日  | 恋の波紋，オオアメンボ・もてる秘けつは長い脚                    | 林幸治           |
| 6月7日   | 派手な化粧で歌って踊る・キジの求愛パフォーマンス                | 遠竹行俊         |
| 6月14日  | 巨体に似合わず神経質・カバのこまやか水中ライフ                  | 西山登志雄       |
| 6月21日  | 渓流のファイター・カワトンボ・男をかけた嫁とり合戦              | 江口元章         |
| 6月28日  | 暗闇のすご腕ハンター，フクロウの仲間・トラフズク                | 鳥海隼夫         |
| 7月5日   | スクラム組んで巣を守る，ニホンミツバチのしたたか防衛作戦        | 佐々木正己       |
| 7月12日  | 遊びながらも厳しいしつけ・カワウソの赤ちゃん成長記              | 中島将行         |
| 7月19日  | 大阪夏の陣・イシガメ対アカミミガメの決戦」                      | 内田至           |
| 8月30日  | ルアーを使う釣り名人・サギの仲間ササゴイ                        | 樋口広芳         |
| 9月6日   | 背中だれの子・となりの子・コアラ村は大にぎわい                  | 押見和之         |
| 9月13日  | ごちそうは聞夜を待って・珍鳥ウトウの子育て作戦 ～北海道天売島～ | 寺沢孝毅         |
| 9月20日  | 得意技は背面ジャンプ・ハンミョウのエサとり術                    | 佐藤正孝         |
| 10月4日  | ミズグモ・水中エアードームで生き生きライフ                      | 新海栄一         |
| 10月25日 | 守るも攻めるも針しだい～ヤマアラシのほのぼの親子                | 北田祐二         |
| 11月1日  | 高山の哲学者ナキウサギの生き残り作戦 ～十勝岳～                 | 川道武男         |
| 11月8日  | ミナミコメツキガニ・みんなで歩けば怖くない ～沖縄・西表島～     | 武田正倫         |
| 11月15日 | さあ，お立ちなさい！クロサイの赤ちゃん                          | 小森厚           |
| 11月22日 | マダラトビエイ・鳥のように舞う巨大魚                            | 御前洋           |
| 11月29日 | 扉の陰から一発必中・キムラグモのエサ捕り術                      | 菊屋奈良義       |
| 12月6日  | ダイエットが巣立ちの決め手孤島の水鳥・ オオミズナギドリ～隠岐島 | 野津大           |
| 12月13日 | 山奥の海の魚・オショロコマ産卵場は大さわぎ                      | 前川光司         |

### 1989年
| 放送日  | サブタイトル                                    | 専門家   |
| ------- | ----------------------------------------------- | -------- |
| 1月10日 | タヌキ・キツネ・テン 森の動物・エサ場の駆け引き | 池田啓   |
| 1月17日 | これはびっくり・ヤマガラの貯食作戦              | 樋口広芳 |
| 1月24日 | いい湯だな・信州ニホンザルの温泉ライフ          | 常田英士 |
| 1月31日 | 競演！カモの求愛パフォーマンス                  | 福田道雄 |
| 2月7日  | 電撃ハンターイタチは水辺の早業師                | 宮崎学   |
| 2月14日 | どんとこい豪雪・ニホンカモシカの越冬術          | 水野昭憲 |
| 2月21日 | 磯のヤドカリすみかえ上手                        | 今福道夫 |
| 2月28日 | 都会派フクロウ・コミミズクの貯食作戦            | 中川宗孝 |
| 3月7日  | 得意技は七変化・サンゴ礁のイカ・コブシメ        | 板垣雄弼 |
| 3月14日 | タモリが選んだ名場面集                          | 増井光子 |

## 主題歌
- 北島美智代「てれぱしいください」（1985年11月21日発売）
  - 作詞：北村圭子／作曲：鈴木邦彦／編曲：若草恵

## スタッフ
- 制作協力：田辺エージェンシー
- 制作著作：NHK